# Patricia Darré
Pour les articles homonymes, voir Darré.
Patricia Darré, née le 27 juillet 1958 à La Châtre, dans le département de l’Indre, est une médium, journaliste, animatrice de radio et écrivaine française, connue pour ses expériences paranormales. Elle prétend  être capable, depuis 1995, d’entendre, de voir, de parler, et d’établir de nombreuses communications avec des âmes et des esprits de personnes défuntes.

## Biographie

### Enfance et formation
Patricia Darré naît à six kilomètres de Nohant-Vic. Elle suit ses études au collège public George Sand, puis au lycée polyvalent George Sand à La Châtre. Après l’obtention de son baccalauréat littéraire en 1976, elle poursuit ses études à l’université François-Rabelais de Tours. Après un cursus d'anglais, elle part à Bologne en Italie, afin de suivre des études de publicité, de littérature et de cinéma.

### Journaliste
En 1982, elle entre à Radio Berry Sud, France Bleu Berry aujourd'hui, et anime désormais des émissions.

### Médiumnité
En juin 1995, peu de temps après la naissance de son fils, elle affirme avoir, pendant son sommeil, « entendu une voix » qui lui aurait demandé de se lever et d’aller écrire. « Connectée à l’autre dimension », sa main se serait mise à écrire sur le papier. Elle aurait alors consulté un psychiatre qui lui aurait annoncé qu’elle est médium. Selon elle, elle n'avait alors aucune envie d'être medium et redoutait la réaction de son mari, agnostique. Elle accepte pourtant sa capacité et commence, selon ses dires, à « recevoir des messages de personnes disparues ». Elle affirme que ses missions sont principalement de deux ordres : la première consisterait à « aider les esprits désincarnés à entrevoir l’au-delà » (certains resteraient, en effet, attachés à leur vie terrestre) et la seconde à « recevoir des messages qu’elle doit faire passer aux familles pour les aider à mieux vivre la douloureuse épreuve du deuil ». 

### Publications
En fin d’année 2010, peu de temps après les décès successifs de sa mère et de son mari, Patricia Darré est contactée par l’éditeur Michel Lafon, pour écrire un livre sur ses « connaissances de l’au-delà », ce dernier ayant été intéressé par un article paru dans VSD, dans lequel Patricia Darré s’exprimait au sujet des guérisseurs et sorciers du Berry. Elle est l’invitée de plusieurs chaînes de télévisions comme France 2 (On n’est pas couché),, mais aussi de radio : elle est l’invitée de Stéphane Bern sur RTL ou encore de Nikos Aliagas sur Europe 1. Cela permet à Patricia Darré d’entamer une tournée plus nationale, au cours de laquelle elle  dédicace ses livres et donne des conférences. Fin 2013, Sheila la cite dans son livre Danse avec ta vie.

### Conversations avec des personnalités historiques
Dans ses livres, elle assure avoir été mise en relation avec des personnages historiques, notamment Napoléon Bonaparte, Jeanne d'Arc, Gilles de Rais et Oscar Wilde qui seraient venus à elle « dans un souci de vérité ». Ainsi, Napoléon Bonaparte aurait souhaité faire savoir que sa dépouille ne reposait pas aux Invalides, et qu'il n'appréciait pas qu'on le vénère à un endroit où il ne se trouvait pas. De son côté, Jeanne d'Arc aurait voulu affirmer qu'elle n'était pas l'icône que nous connaissons. Elle aurait souhaité simplement être reconnue comme une guerrière, ayant rendu service au peuple français.
Patricia Darré a dit que Jeanne d’Arc n’est pas morte brûlée, elle est Jeanne Des Armoises, elle s’est mariée, elle est mère de famille.

### Vie privée
Patricia Darré a épousé en 1987 à Châteauroux, Jean-Paul Thibault, né en 1952, avocat et maire de Villedieu-sur-Indre qui est mort en 2010. Leur fils François-Philippe, né en 1995, se présente aux élections municipales de 2020 à Villedieu-sur-Indre.